# Monastère d'Elóna
Le monastère d'Elóna (grec moderne : Μονή Ελώνης ; tsakonien : Έουνη) est un monastère grecque orthodoxe situé dans la peninsule du Péloponnèse, en Grèce. Il est situé sur le mont Parnon, dans le dème de Cynourie-du-Sud, en Arcadie,.
Le monastère est fondé au cours du XIVe siècle sur le site où, selon la légende, une icône représentant la Vierge Marie est retrouvée. Les bâtiments actuels datent en grande partie d'une période plus tardive. Le monastère est dédié à l'Assomption de la Bienheureuse Vierge Marie. Jusqu'en 1972, il s'agit d'un monastère masculin, avant de devenir, jusqu'à aujourd'hui, un monastère féminin,. En 2011, le monastère compte quatre habitants.
Les bâtiments du monastère sont construits sur une colline escarpée, située à une distance d'environ sept kilomètres au nord-est du village de Kosmás. Le monastère célèbre sa fête annuelle le 15 août, ainsi que le 21 novembre.